# Derecho a existir

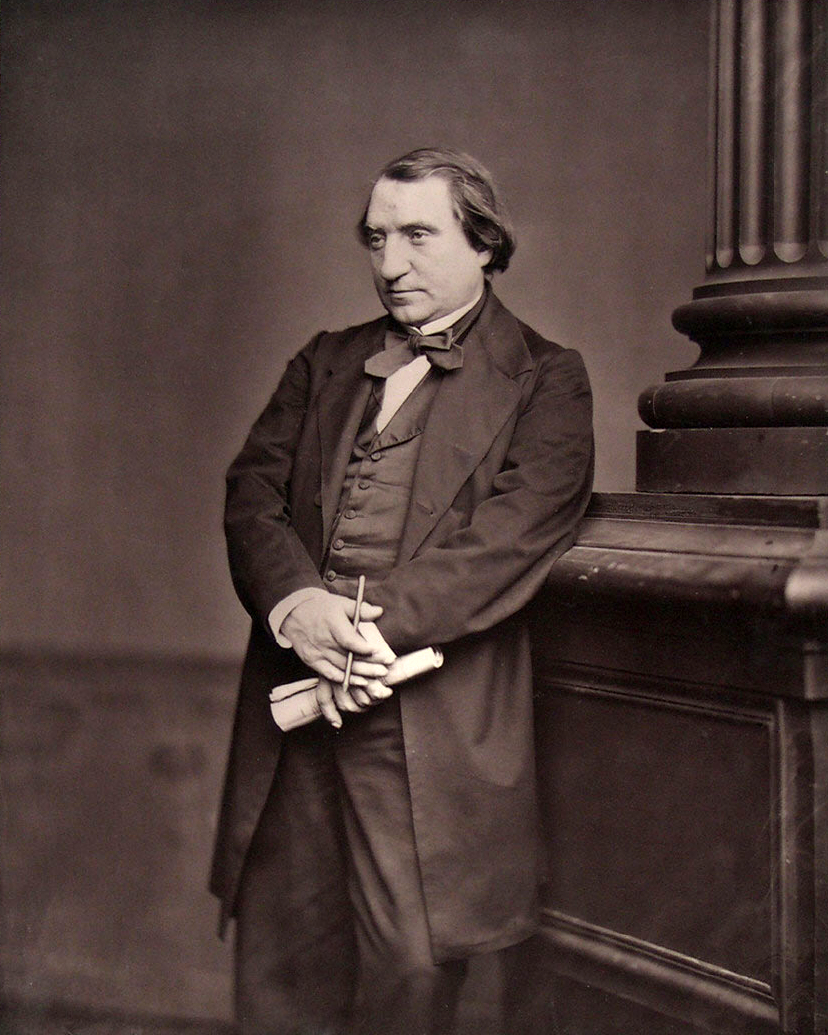
El historiador francés Ernest Renan defendiendo el derecho a
existir en ¿Qué es una Nación? ("Qu'est-ce qu'une
nation?") (1882).

El derecho a existir se dice, es un atributo de las naciones. De acuerdo con un ensayo del filósofo francés del siglo XIX Ernest Renan, un Estado tiene derecho a existir cuando sus individuos están dispuestos a sacrificar sus propios intereses por los de la comunidad que representan. A diferencia de la autodeterminación, el derecho a existir es un atributo de los estados y no de los pueblos. No es un derecho reconocido por las leyes internacionales. La frase ha ocupado un lugar destacado en el conflicto árabe-israelí desde la década de 1950.
El derecho a existir de un Estado de facto puede estar en contraposición con el derecho de otro estado a la integridad territorial. Los defensores del derecho a existir lo han rastreado hasta el propio "derecho a la existencia", dicho un derecho fundamental de los estados, reconocido por escritores de derecho internacional por centenares de años

## Uso histórico
Thomas Paine utilizó la frase «derecho a existir» para referirse a las formas de gobierno, con el argumento de que el gobierno representativo tiene derecho a existir, pero que el gobierno hereditario no. En 1823, Sir Walter Scott abogó
por el "derecho a existir en el pueblo griego". (Los griegos luego se rebelaron contra el dominio turco.) Según Renan en ¿Qué es una nación? (1882), "en tanto que esta conciencia moral [llamada nación] da prueba de su fuerza por el sacrificio que demanda la abdicación del individuo a la ventaja de la comunidad, esta es legítima y tiene el derecho de existir. Si surgen dudas en cuanto a sus fronteras, consúltese a las poblaciones en las áreas en disputa." La existencia no es un derecho histórico, sino "un plebiscito diario, al igual que la existencia de un individuo es una afirmación perpetua de la vida", dijo Renan. La frase ganó un gran uso en referencia a la desintegración del Imperio Otomano en 1918. "Si Turquía tiene derecho a existir - y las potencias están ávidas de afirmar que si lo tiene - que posee igual derecho a defenderse contra todo intento que haga peligrar su existencia política", escribieron Eliaquim y Robert Littell en 1903. En muchos casos, derecho a la existencia de una nación no se cuestiona y, por tanto, no se afirma.

### Israel
El reconocimiento árabe del derecho de Israel a existir era parte del plan de paz del conde Bernadotte de 1948. Los estados árabes establecieron este punto como su razón para rechazar el plan. En las décadas de 1950 y 1960, la mayoría de los líderes árabes no se atrevían a admitir que Israel tenía derecho a existir. Esto fue descrito como la cuestión central entre Israel y los árabes.
Después de la guerra de junio de 1967, el portavoz egipcio Mohammed H. el-Zayyat declaró que El Cairo aceptó el derecho de Israel a existir desde la firma del armisticio entre Egipto e Israel en 1949. Añadió que esto no implica el reconocimiento de Israel. En septiembre, los líderes árabes adoptaron la línea de los "tres noes" en la Resolución de Jartum: No a la paz con Israel, no al reconocimiento de Israel, y no a las negociaciones con Israel. Sin embargo, en noviembre, Egipto aceptó la Resolución 242 del Consejo de Seguridad de la ONU, la que implicaba la aceptación del derecho de Israel a existir. Al mismo tiempo, el presidente Gamal Abdel Nasser instó a Yasser Arafat y otros líderes palestinos a rechazar la resolución. El rey Hussein de Jordania también reconoció que Israel tiene derecho a existir en ese momento. Mientras que Siria rechazó la Resolución 242, diciendo que, "hace referencia al derecho de Israel a existir e ignora el derecho de los refugiados [palestinos] de volver a sus hogares."
Al asumir el cargo de primer ministro en 1977, Menachem Begin dijo lo siguiente:

Nuestro derecho a existir -¿alguna vez se ha oído hablar de tal cosa? ¿Podría entrar en la mente de algún británico o francés, belga u holandés, húngaro o búlgaro, ruso o americano, pedir por su gente el reconocimiento de su derecho a existir?... Sr. Presidente: Desde la Knesset de Israel, digo al mundo, nuestra propia existencia per se es nuestro derecho a existir!

Según lo informado por el diario Financial Times, en 1988, Yasser Arafat declaró que los palestinos habían aceptado el derecho de Israel a existir. En 1993, hubo un intercambio oficial de cartas entre el primer ministro israelí Yitzhak Rabin y el presidente Arafat, en el que Arafat declaró que "la OLP afirma que esos artículos del Pacto Palestina que niegan el derecho de Israel a existir, y las disposiciones del Pacto que sean incompatibles con los compromisos de esta carta son ahora inoperantes y ya no tienen validez."
En 2009 el primer ministro, Ehud Olmert, exigió la aceptación de la Autoridad Palestina del derecho de Israel a existir como Estado judío, cosa que la Autoridad Palestina rechazó. El pleno de la Knesset dio aprobación inicial, en mayo de 2009, para un proyecto de ley que penaliza la negación pública del derecho de Israel a existir como un Estado judío, con una pena de hasta un año de prisión.
En 2011, el embajador de la AP en India, Adli Sadeq, escribió en el diario oficial de la AP: "Ellos [los israelíes] tienen una equivocación o error común con el cual se engañan a sí mismos, asumir que Fatah los acepta y reconoce el derecho de su estado de existir, y que es Hamas el único que los detesta y no reconocen el derecho de este estado de existir. Ignoran el hecho de que este estado, basado en una empresa fabricada [sionista], nunca tuvo ni una pizca de derecho a existir". En otra parte del artículo, el embajador PA explicó explícitamente: "No hay dos palestinos que están en desacuerdo sobre el hecho de que Israel existe, y reconocer esto es reiterar lo obvio, pero el reconocimiento de su derecho a existir es otra cosa, diferente del reconocimiento de su existencia [física]."
En 2013 el primer ministro de Hamás, Ismail Haniyeh, reiteró que los árabes palestinos en su conjunto nunca reconocerán el derecho de Israel a existir, y ciertamente no a existir como estado judío, diciendo: "Hemos tenido dos guerras... pero los palestinos no reconocieron ni reconocerán a Israel".

### Palestina
En 1947, una resolución de la Asamblea General de las Naciones Unidas resolvió la creación de un "Estado árabe" y un "Estado judío" a existir dentro de Palestina en el Plan de Partición de las Naciones Unidas para Palestina. Esto ha sido descrito por el profesor Joseph Massad como "una propuesta no vinculante que nunca fue ratificada o aprobada por el Consejo de Seguridad, y por lo tanto nunca adquirió personería jurídica, como las regulaciones de la ONU requieren." La Agencia Judía, precursor del gobierno israelí, estuvo de acuerdo con el plan, pero los palestinos la rechazaron y atacaron a Israel después de que el 14 de mayo de 1948 se proclamara la declaración unilateral de independencia, el apoyo de los estados vecinos convirtió la guerra civil del mandato palestino 1947-1948 en la guerra árabe-israelí de 1948. La situación jurídica y territorial de Israel y Palestina sigue siendo muy disputada en la región y en la comunidad internacional.
En junio de 2009, Barack Obama, dijo "los israelíes deben reconocer que, así como el derecho de Israel a existir no se puede negar, tampoco se puede el de Palestina."
Según informó el New York Times, en 1988, Yasser Arafat declaró que los palestinos aceptaron las Resoluciones del Consejo de Seguridad de las Naciones Unidas 242 y 338 que garantizarían "el derecho a existir en paz y seguridad para todos". En 1993, se produjo un intercambio oficial de cartas entre el primer ministro israelí Yitzhak Rabin y el presidente Arafat, en el que Arafat declaró que "la OLP afirma que esos artículos del Pacto palestina que niegan el derecho de Israel a existir, y las disposiciones del Pacto que sean incompatibles con los compromisos de esta carta ahora son inoperantes y ya no tienen validez".
En el 2011, el presidente de la Autoridad Palestina, Mahmoud Abbas, dijo en un discurso ante el Parlamento holandés en La Haya que el pueblo palestino reconocen el derecho de Israel a existir y que esperan que el gobierno de Israel responda "reconociendo al Estado palestino en las fronteras de la tierra ocupada en 1967." Los ministros del gobierno israelí Naftali Bennett y Danny Danon han rechazado reiteradamente el derecho de Palestina a existir, según Bennett dijo "Voy a hacer todo lo posible para asegurarme de que nunca consigan un estado." En una entrevista en agosto de 2011 con Teymoor Nabili en Al Jazeera English, Danny Danon dijo "Hay lugar sólo para un estado en la tierra de Israel... Yo no creo en una solución de dos estados"  reafirmando su postura en junio de 2013: "Oy vey! ¿Es un delito penal oponerse a la solución de dos estados?"
Abbas defendió la decisión de buscar el reconocimiento unilateral de un Estado palestino en la ONU diciendo que la decisión de ir se tomó sólo después de que el gobierno israelí negó "los términos de referencia del proceso de paz y el cese de la construcción de asentamientos" en los territorios ocupados.

### Armenia
El derecho a la existencia de Armenia se conoció como la Cuestión Armenia durante el Congreso de Berlín en 1878, y fue cuestionado nuevamente durante el genocidio armenio en la Primera Guerra Mundial

### País Vasco
De acuerdo con los nacionalistas vascos, "Euskadi es el país de los vascos con tanto derecho a existir de manera independiente como nación como Polonia o Irlanda. "

### Chechenia
La frase, "derecho a existir" también se ha utilizado en referencia al derecho de los chechenos (a los ojos de sus partidarios) para establecer un estado independiente de Rusia.

### Kurdistán
Representantes del pueblo kurdo afirman regularmente su derecho a existir como nación.

### Irlanda del Norte
La constitución del estado libre irlandés reclama que el territorio nacional consiste en el total de la isla, negando el derecho de Irlanda del Norte de existir.

## Citas
- 1791 - Thomas Paine, Derechos del Hombre: «Por tanto, el hecho debe ser que los propios individuos, cada uno en su derecho personal y soberano, firmen un contrato entre ellos mismos para producir un gobierno; y este es el único modo en el que los gobiernos tienen derecho a surgir, y el único principio sobre el cual tienen derecho a existir».[37]
- 1823 - Sir Walter Scott: «Admitir, sin embargo, este derecho a existir en el pueblo griego, es una cuestión diferente si existe algún derecho para las naciones de Europa para intervenir en su apoyo».[3]
- 1882 - Ernest Renan, «¿Qué es una nación?»: Mientras esta conciencia moral da prueba de su fuerza por los sacrificios que exigen la abdicación del individuo en beneficio de la comunidad, es legítima y tiene el derecho a existir [ francés: le droit d'exister].[4]
- 1916 - Instituto Americano de Derecho Internacional: «Cada nación tiene el derecho a existir, de proteger y conservar su existencia»[38]
- 1933 - Nazis en toda Alemania comprobaban si las personas habían votado la retirada de la Sociedad de Naciones, diciendo «Lo hacemos porque el derecho de Alemania a existir es ahora una cuestión de ser o no ser».[39]

## Críticas del concepto sobre el conflicto palestino-israelí
Según el lingüista Noam Chomsky, el término "derecho a existir" es único para conflicto palestino-israelí: "Ningún Estado tiene derecho a existir, y nadie reclama ese derecho .... En un esfuerzo por evitar las negociaciones y un acuerdo diplomático, los EE.UU. e Israel insistieron en el levantamiento de una barrera a algo que nadie va a aceptar .... [los palestinos] no va a aceptar ... la legitimidad de su despojo." ] John V. Whitbeck argumentó que la insistencia de Israel al derecho a existir fuerza a los palestinos a proporcionar una justificación moral a su propio sufrimiento. El periodista y escritor Alan Hart ha argumentado que no hay legitimidad en la afirmación de Israel de un "derecho a existir" en el derecho internacional. Su razonamiento es que Israel, por tanto, insiste en que los palestinos deben reconocer primero su 'derecho a existir' en territorio palestino, porque de acuerdo a la ley internacional, ni la declaración británica Balfour, ni la resolución de la ONU de 1947 garantizan esa legitimidad que sólo los palestinos desposeídos pueden conferirle a Israel: "Israel no tiene derecho a existir a menos que sea reconocido y legitimado por los que fueron desposeídos de sus tierras y sus derechos durante la creación del Estado sionista."

## Otras lecturas
- Yaacov Lozowick: Right to Exist: A Moral Defense of Israel's Wars. Doubleday, 2003. ISBN 0-385-50905-7
- Sholom Aleichem. Why Do the Jews Need a Land of Their own?, 1898